# Christoph Clark

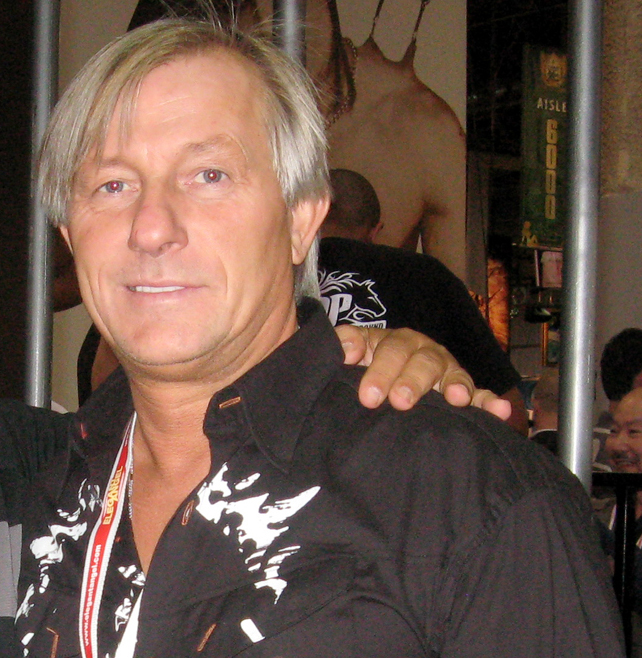
Christoph Clark (2008)

Christoph Clark (* 9. Februar 1958 als Gilbert Grosso) ist ein französischer Pornodarsteller und -regisseur.

## Leben
Christoph Clark begann 1983 als Darsteller in Pornofilmen, seit 1993 führt er auch Regie. Er hat in über 500 Filmen mitgespielt und bei mehr als 250 Regie geführt. Daneben trat er auch in Spielfilmen wie Emmanuelle 4 (1984) und My Samurai (1992) auf.
2002 wurde er in die Adult Video News Hall of Fame und 2008 in die XRCO Hall of Fame aufgenommen. 2009 gewann er den AVN Award in der Kategorie Best Director – Foreign Non-Feature für den Film Nasty Intentions 2.